# Carte du Ciel

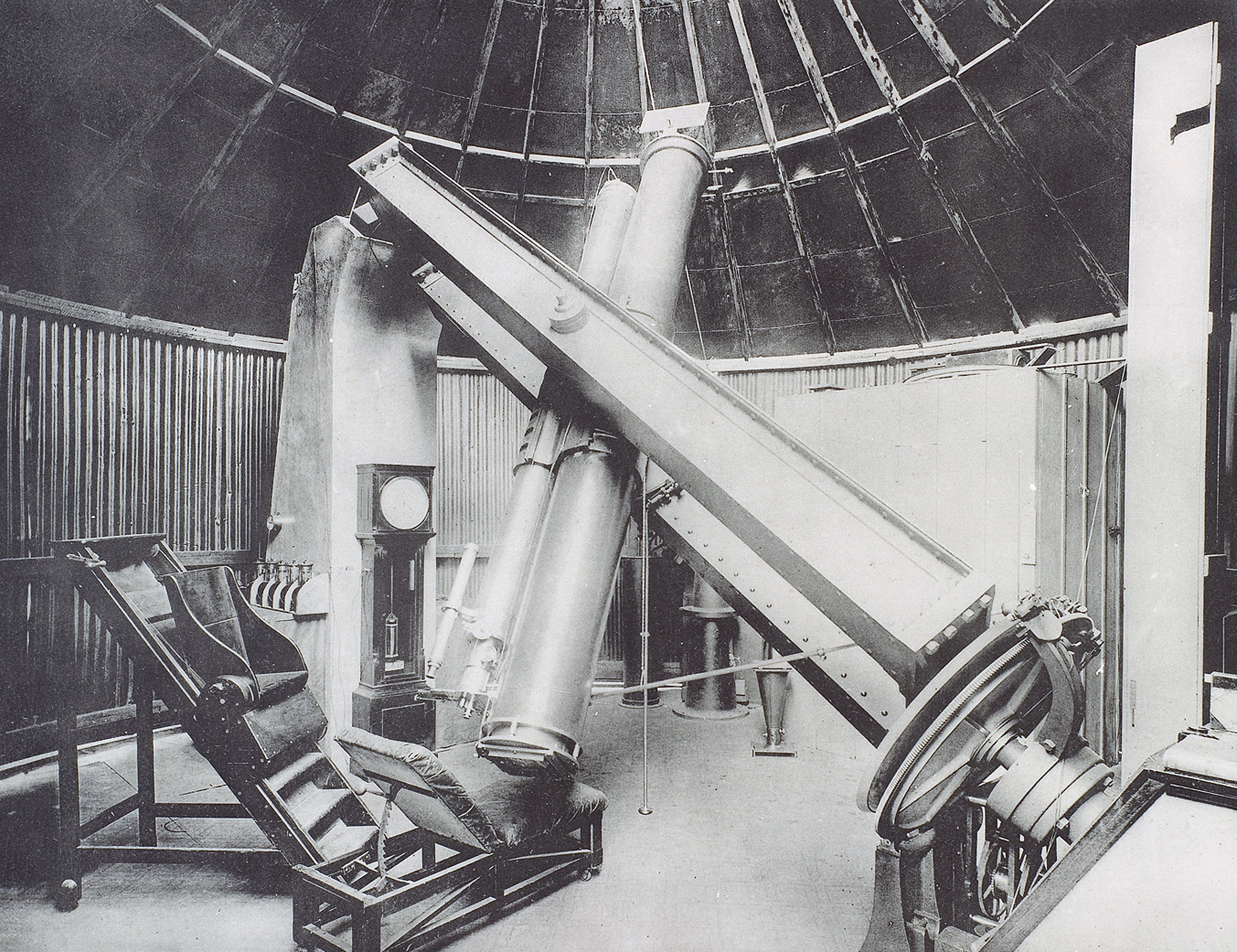
Astrograaf in Pennant Hills (Sydney) die gebruikt werd om een deel van de Carte du Ciel platen op te nemen in 1892

De Carte du Ciel (Kaart van de Hemel) was een zeer ambiteus, maar niet afgerond internationaal project om de posities van ongeveer 2 miljoen sterren tot magnitude 11 te bepalen (de Astrographic Catalogue), samen met een fotografische hemelatlas tot magnitude 14.

## Het project
Het project werd in 1885 gestart door de directeur van het Observatorium van Parijs, Ernest Mouchez, die de mogelijkheden van de fotografie voor het in kaart brengen van de sterren (fotografische astrometrie) had herkend. Op drie conferenties in 1887, 1889 en 1891 werden afspraken gemaakt over een uniforme werkwijze op basis van de beste waarnemings- en rekenmethoden die toen beschikbaar waren. Aan de eerste conferentie namen 56 astronomen uit 16 landen deel waaronder de Nederlanders Hendricus Gerardus van de Sande Bakhuyzen en Jean Abraham Chrétien Oudemans en de Belg François Folie.
De survey zou met 22.000 fotografische platen (elk met een afmeting van 16 cm x 16 cm ofwel een veld van 2°×2° wat overeenkomt met 60 boogseconden per mm) de hele hemel bedekken. Een gelijke gevoeligheid zou bereikt moeten worden door gebruik van bijna identieke telescopen met een apertuur van 33cm en identieke camera's. De helft van de telescopen werd vervaardigd door Paul en Prosper Henry in Frankrijk, de rest door Grubb Parsons in Ierland. Om plaatfouten te kunnen herkennen werd elk gebied tweemaal waargenomen doordat de waargenomen velden overlapten. De nauwkeurigheid van posities zou 0,5 boogseconden zijn.
| Sterrenwacht   | Declinatie | Declinatie |
| -------------- | ---------- | ---------- |
| Sterrenwacht   | van        | tot        |
| Greenwich      | +90°       | +65°       |
| Rome           | +64°       | +55°       |
| Catania        | +54°       | +47°       |
| Helsinki       | +46°       | +40°       |
| Potsdam        | +39°       | +32°       |
| Oxford         | +31°       | +25°       |
| Parijs         | +24°       | +18°       |
| Bordeaux       | +17°       | +11°       |
| Toulouse       | +10°       | +5°        |
| Algiers        | +4°        | −2°        |
| San Fernando   | −3°        | −9°        |
| Tacubaya       | −10°       | −16°       |
| Santiago       | −17°       | −23°       |
| La Plata       | −24°       | −31°       |
| Rio de Janeiro | −32°       | −40°       |
| Kaapstad       | −41°       | −51°       |
| Sydney         | −52°       | −64°       |
| Melbourne      | −65°       | −90°       |

Mouchez kon tijdens speciale conferenties een groot aantal sterrenwachten overtuigen om deel te nemen aan het projekt. Iedere sterrenwacht zou bijdragen  aan ee zone van enkele graden in declinatie. De gebieden binnen 35° van de noordelijke en zuidelijke hemelpolen vielen toe aan de sterrenwachten van Greenwich en Melbourne.

### Eerste fase
In de eerste fase van het projekt werden de posities van enkele duizenden referentiesterren bepaald op verschillende plaatsen aan de hemel. Hiertoe werd met meridiaankijkers de declinatie en het tijdstip van de meridiaandoorgang gemeten. Daarna werden de fotografische platen opgenomen en de hemelcoordinaten rechte klimming en declinatie berekend door vergelijking met de posities van de referentiesterren op deze platen. Voor dit tijdrovende werk werd een groot aantal rekenaars (vooral vrouwen) aangesteld.

### Tweede fase

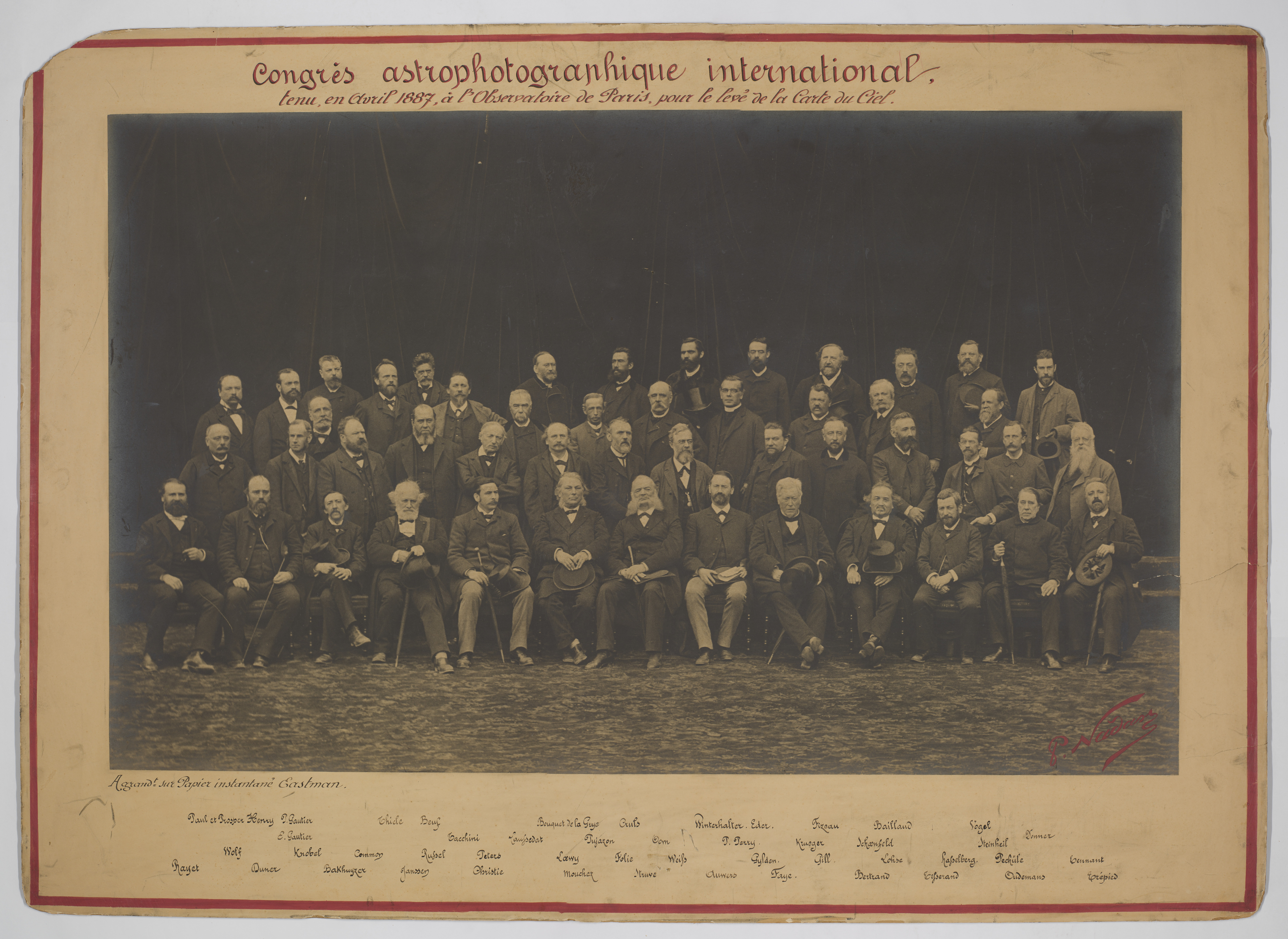
Deelnemers aan de conferentie in Parijs in 1887

De hemel werd opgedeeld in declinatiezones over 18 sterrenwachten met verschillende geografische breedte. De geplande belichtingstijden van 40 minuten per plaat moesten soms aangepast worden evenals de analyse wegens de aanwezige stereokomparatoren. Vanaf ongeveer 1895 wilden sommige sterrenwachten op grond van hun ervaringen met het project verbeteringen, versnelde methodes en nieuwe laboratoriumtechniken gebruiken. Dit werd versneld doordat zij ook aan de opkomende astrofysica wilden werken. Ondanks vele pogingen ging daardoor de uniformiteit van het project verloren, die aanvankelijk van groot belang geacht werd. Dit werd vooral bediscussieerd door de sterrenwachten van Potsdam, Catania, Melbourne en Kaapstad, tot het werk door de Eerste Wereldoorlog bijna tot stilstand kwam.

## Resultaten

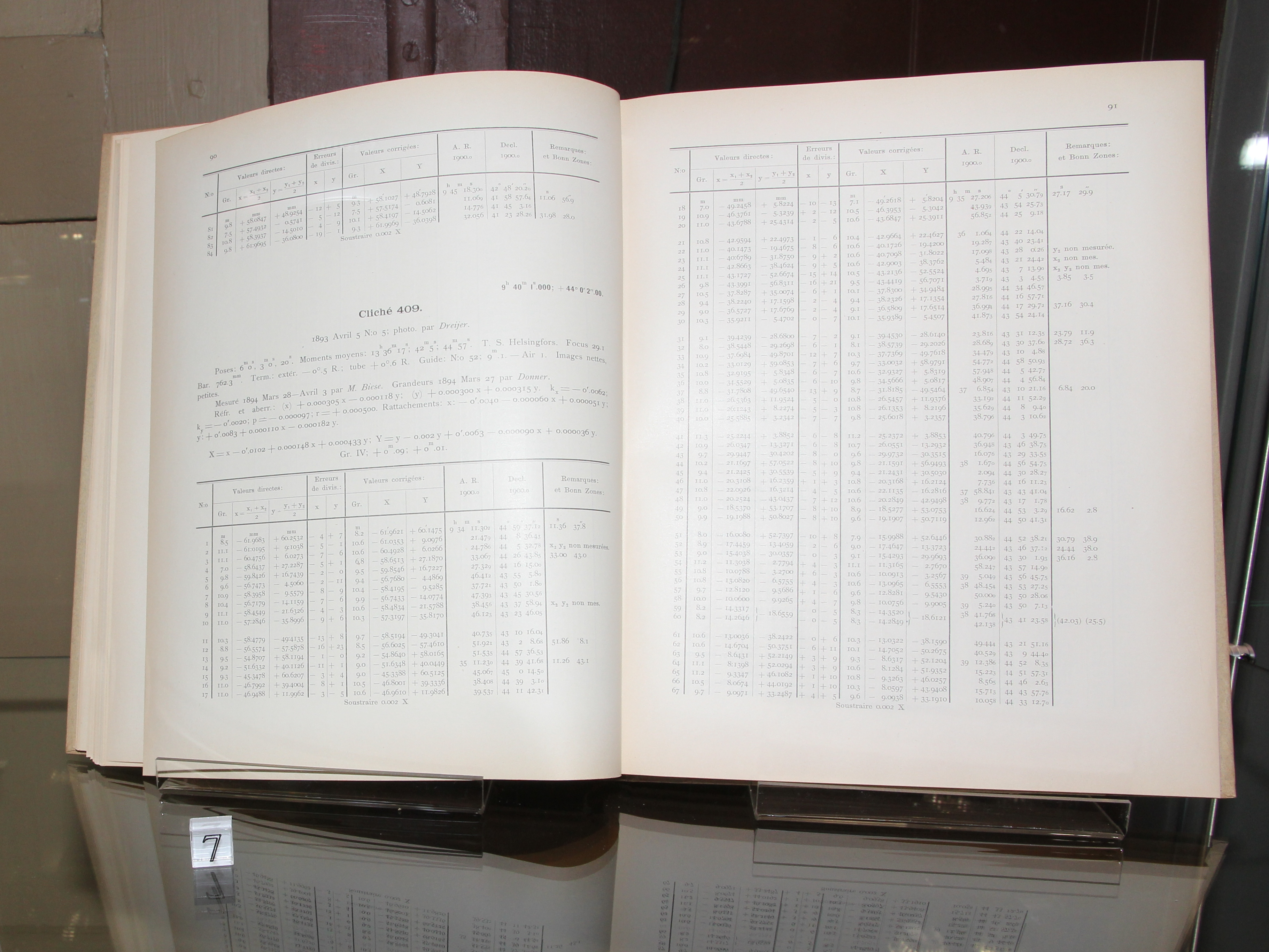
De Carte du Ciel catalogus verkregen in Helsinki

Het project werd na verschillende decennia gedeeltelijk vervangen door meer moderne technieken en werd nooit afgemaakt, hoewel in 1958 een stercatalogus gepubliceerd werd, de astrographic catalogue. De benodigde inspanningen waren onderschat, zodat de oorspronkelijk geschatte tijdsduur van 10 tot 15 jaar niet gehaald kon worden. In 1970 werd het project definitief gestaakt op de XIVde Algemene vergadering van de IAU in Brighton. Minder dan de helft van de zones van de atlas waren toen gecompleteerd.
Hoewel enkele dubbelsteren en sterren met grote eigenbeweging ontdekt werden bleef het succes gering in vergelijking tot de enorme hoeveelheid tijd en werk. Daarnaast bleven de deelnemende astronomen vooral in Frankrijk bezig met een project dat lang maar weinig creatief werk vereiste, terwijl elders de ontwikkeling van de astronomie van astrometrie naar de moderne astrofysica begon.
Na 1965 werd de Carte du Ciel echter toch gebruikt voor enkele belangrijke publicaties. In 2000 is een deel van de Carte du Ciel gebruikt voor een vergelijking met metingen met Hipparcos, wat resulteerde in de Tycho-2 Catalogus.